# Jonas Boesiger
Jonas Boesiger (* 5. April 1995 in Aarau) ist ein Schweizer Snowboarder. Er startet in den Freestyledisziplinen.

## Werdegang
Boesiger nimmt seit 2010 an Wettbewerben der Ticket to Ride World Snowboard Tour teil. Sein erstes FIS-Weltcuprennen fuhr er im November 2012 in Antwerpen, welches er auf dem 30. Platz im Big Air Wettbewerb beendete. In der Saison 2012/13 belegte er den dritten Platz auf der Halfpipe bei der Audi Snowboard Series in Davos, den zweiten Rang im Slopestyle beim French Fries Rookie Fest in Avoriaz und den ersten Platz beim World Rookie Finals in Ischgl. Bei den Snowboard-Juniorenweltmeisterschaften 2013 in Erzurum gewann er die Bronzemedaille im Slopestyle. Im Februar 2014 kam er im Slopestyle bei den Audi Snowboard Series in Grindelwald und beim Mythen Style Men im Mythenpark auf den zweiten Platz. Zu Beginn der Saison 2014/15 belegte er beim FIS-Weltcuprennen in Istanbul den zweiten Platz im Big Air Wettbewerb und erreichte damit den dritten Platz im Big Air Weltcup. Bei den Snowboard-Weltmeisterschaften 2015 am Kreischberg errang er den 16. Platz im Big Air und den fünften Platz im Slopestyle. Im April 2015 wurde er Zweiter im Slopestyle bei der Audi Snowboard Series in Corvatsch. Bei den Snowboard-Weltmeisterschaften 2016 in Yabuli belegte er den 39. Platz im Slopestyle und den 16. Rang im Big Air. In der Saison 2016/17 kam er bei zehn Weltcupteilnahmen, dreimal unter die ersten Zehn. Dabei belegte er im Big Air in Mönchengladbach den zweiten Platz und erreichte zum Saisonende den 18. Platz im Freestyle-Weltcup und den neunten Rang im Big Air Weltcup. Bei den Snowboard-Weltmeisterschaften 2017 in Sierra Nevada errang er den 24. Platz im Slopestyle und den achten Platz im Big Air. Im April 2017 wurde er Schweizer Meister im Big Air. In der Saison 2017/18 kam er mit drei Top-Zehn-Platzierungen bei fünf Weltcupstarts, darunter Platz zwei im Big Air in Québec auf den neunten Platz im Freestyle-Weltcup und auf den dritten Rang im Big Air Weltcup. Bei den Olympischen Winterspielen 2018 in Pyeongchang belegte er den 21. Platz im Slopestyle und den achten Rang im Big Air. Im folgenden Jahr kam er bei den Weltmeisterschaften in Park City auf den 22. Platz im Slopestyle und wurde in Corvatsch Schweizer Meister im Big Air. Bei den Snowboard-Weltmeisterschaften 2021 belegte er den 52. Platz im Big Air sowie den 50. Rang im Slopestyle. In der Saison 2021/22 holte er im Big Air in Chur seinen ersten Weltcupsieg und kam bei den Olympischen Winterspielen 2022 in Peking auf den 27. Platz im Big Air und auf den 25. Rang im Slopestyle. Er erreichte damit den zweiten Platz im Big-Air-Weltcup.